# Parque nacional de Árboles de Josué
El parque nacional de Árboles de Josué (en inglés: Joshua Tree National Park) es un parque nacional de los Estados Unidos localizado en el estado de California. Es una zona desértica que incluye parte de los desiertos de Colorado y Mojave. Su nombre proviene de una especie de Yucca, encontrada casi exclusivamente en esta zona, denominado Joshua Tree (árbol de Josué).
Una parte del parque se encuentra cubierta por rocas redondeadas de baja altura, que constituyen uno de los motivos de atracción del parque, especialmente para practicantes de la modalidad de escalada llamada búlder. La falla de San Andrés delimita una zona al sur del parque, siendo esta una zona de actividad sísmica.
La riqueza de fauna y flora de esta zona la hizo atractiva para el establecimiento de pueblos cazadores-recolectores en el pasado. En el siglo XIX, la fiebre del oro de California motivó el establecimiento de pueblos mineros y agricultores. En la actualidad, el parque no está habitado ni se explota comercialmente, siendo una zona protegida desde 1936.

## Historia
El parque obtuvo su estatuto actual el 31 de octubre de 1994, fecha hasta la cual era considerado un monumento nacional. La preservación actual de los ecosistemas de este parque es en gran parte debida a la presión de Minerva Hoyt, una jardinera apasionada por la vegetación del desierto, que consiguió que el presidente Franklin D. Roosevelt proclamase el 8 de agosto de 1936 la zona como monumento nacional (con una área de unos 3300 km²). 
En 1976, el Congreso de los Estados Unidos designó cerca de 1700 km² como área salvaje. En 1994, cuando el área adquirió la denominación de parque nacional, el área salvaje fue expandida en cerca de 530 km².

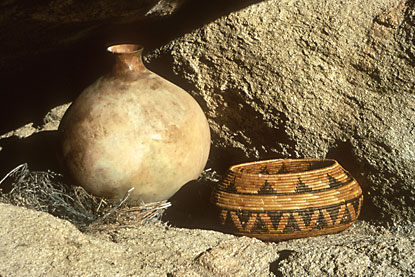
Una olla y un cesto, testimonios del paso de indios americanos por la zona del parque nacional.

### Presencia humana
Existen vestigios de presencia humana de hace cinco mil años. Al final de la Edad de Hielo, un pueblo cazador-recolector habitaba la zona conocida como cuenca del río Pinto, hoy en día seco. Está acreditado que esa cuenca también estaba seca cuando los primeros pueblos habitaron la región. Más tarde, pueblos amerindios (Serrano, Cahuilla y Chemehuevi) habitaron la zona: recogían piñones, bellotas, algarrobas y frutos de cactos. Además dejaron un legado de pinturas rupestres y piezas de cerámica.
La fiebre del oro de finales del siglo XIX trajo exploradores: mineros, ganaderos y agricultores construyeron presas y cavaron minas, hoy abandonadas y mantenidas solo por interés histórico.
La única presencia humana actual es la de los visitantes del parque. Entre estos se encuentran los amantes de la escalada en bloque y campistas que pueden pernoctar en el parque durante un período restringido.

## Características generales

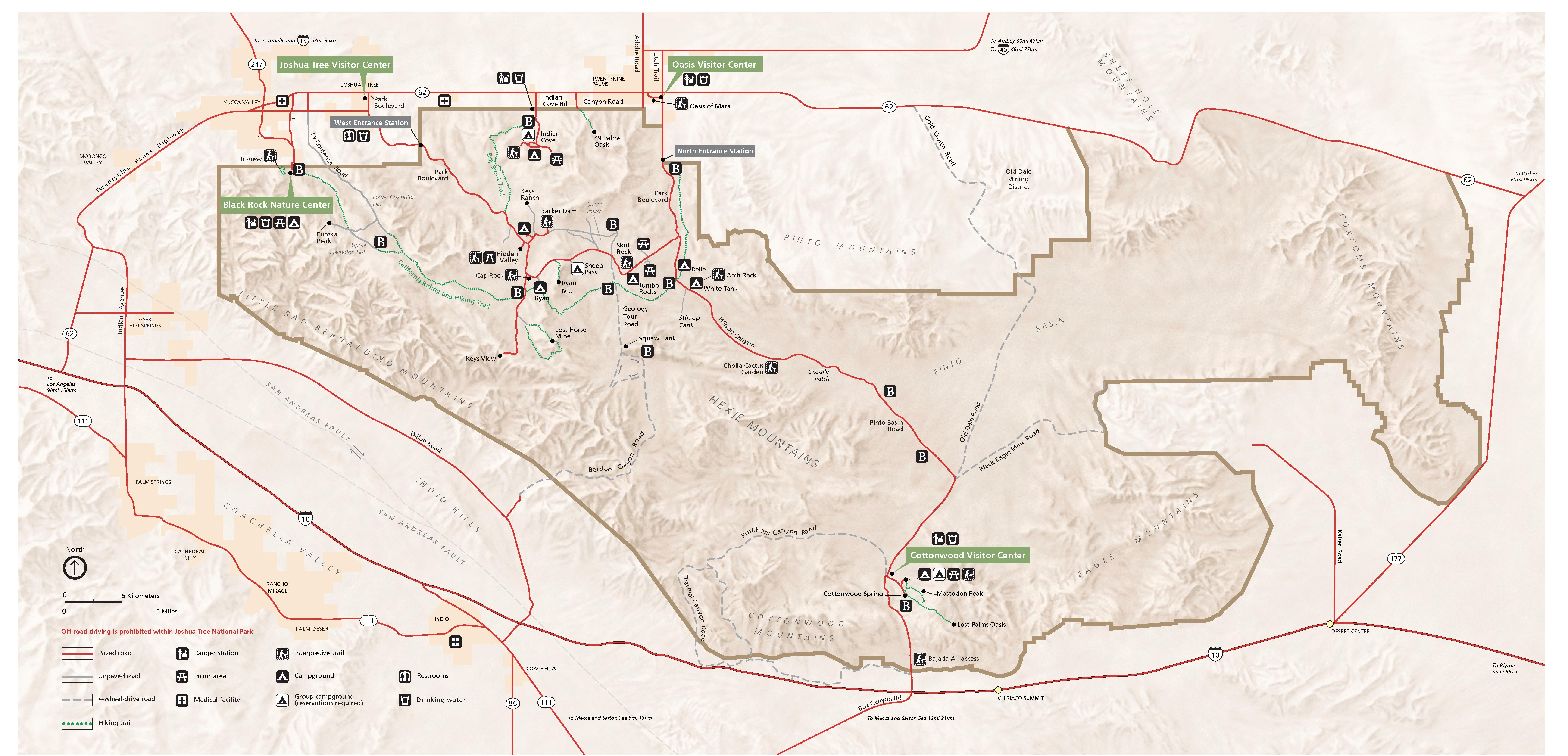
Mapa del parque.

El parque se extiende por 3 196 km², siendo una gran parte (2 367 km²) considerada área salvaje. Está en la frontera entre los condados de San Bernardino y Riverside e incluye parte de dos desiertos: el desierto de Colorado y el de Mojave. Cada desierto posee un ecosistema único cuyas características dependen principalmente de su altitud.
En la zona este del parque está el desierto del Colorado. Tiene una altitud inferior a 900 m y posee áreas cubiertas de chaparral, ocotillo y chumberas. La cadena montañosa Little San Bernardino atraviesa la zona suroeste del parque.
El desierto de Mojave está al oeste del parque, a una altitud superior, siendo más húmedo y ligeramente menos caluroso que el desierto de Colorado. El Mojave es el hábitat natural del árbol de Josué (Yucca brevifolia) que da nombre al parque. Esta zona posee también algunas de las más interesantes formaciones geológicas encontradas en los desiertos californianos: Pequeñas colinas de roca desnuda redondeadas. Estas rocas están compuesta principalmente por cuarzomonzonito, un tipo de granito rugoso. Los árboles de Josué crecen principalmente en las planicies entre estas colinas.

## Clima
Al ser una zona desértica la humedad media del parque no sobrepasa normalmente el 25%. La primavera y el otoño son estaciones de clima moderado, con temperaturas medias máximas de 29°C y mínimas de 10 °C. El invierno tiene temperaturas máximas del orden de 15 °C pero la temperatura puede descender bajo de cero durante la noche, llegando incluso a nevar en las zonas de mayor altitud. El verano es muy cálido: la temperatura máxima ronda los 38 °C y la mínima difícilmente desciende de 29 °C.

## Fauna

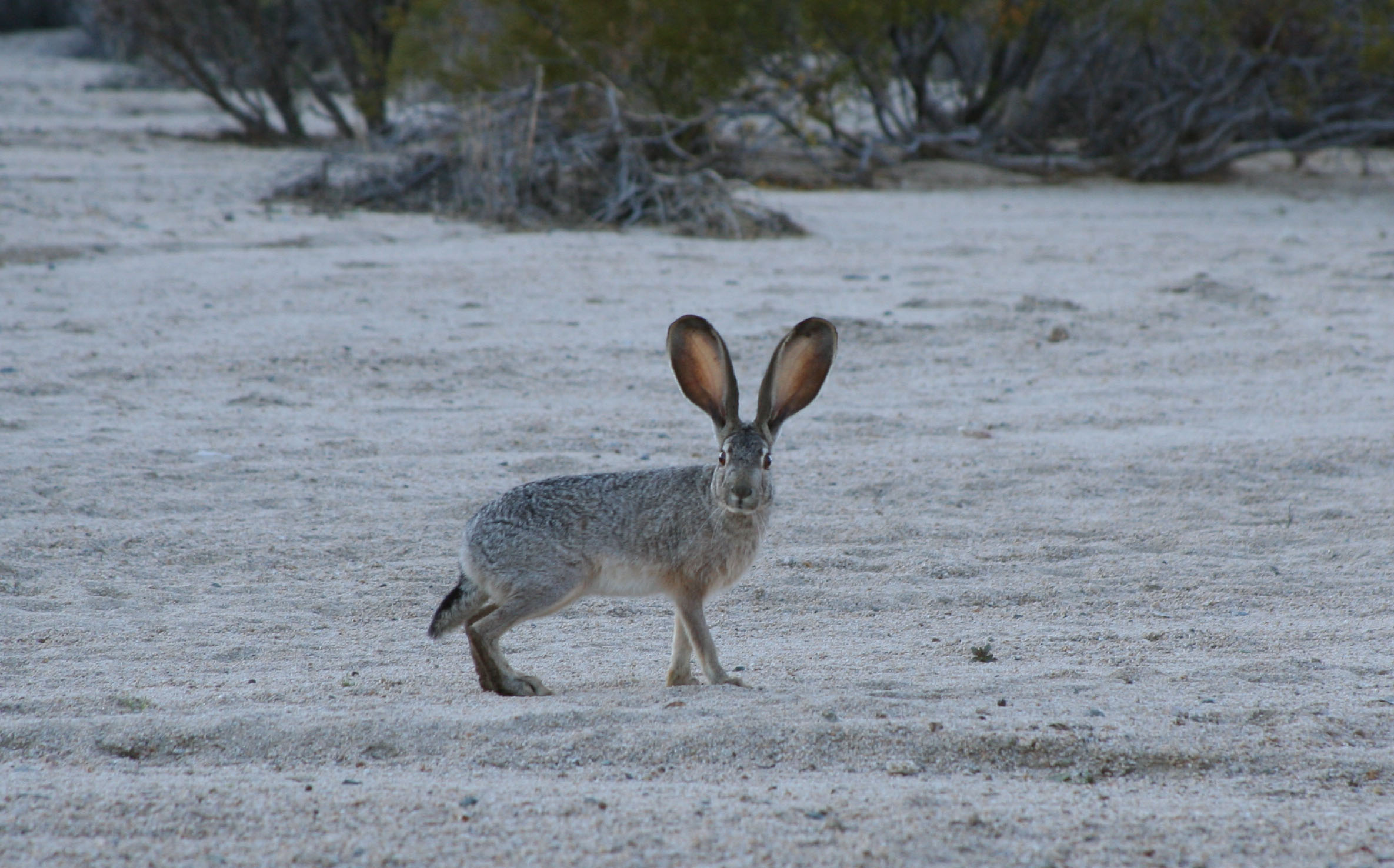
Una liebre (Lepus californicus).

La fauna del parque es diversa y está lógicamente adaptada a la vida en el desierto. Algunas de las especies terrestres más representativas son:
- Liebre (Lepus californicus),
- rata canguro,
- coyote,
- serpiente de cascabel,
- lince rojo,
- lagarto nocturno del desierto «Yucca»,
- rata del desierto,
- ardilla antílope y
- cobra pintada nocturna.

Al menos 240 especies de aves ha sido observadas en el parque. Algunas de las más comunes son:
- Correcaminos,
- águila real,
- gavilán colirrojo,
- cernícalo americano,
- cuervo común.

## Flora

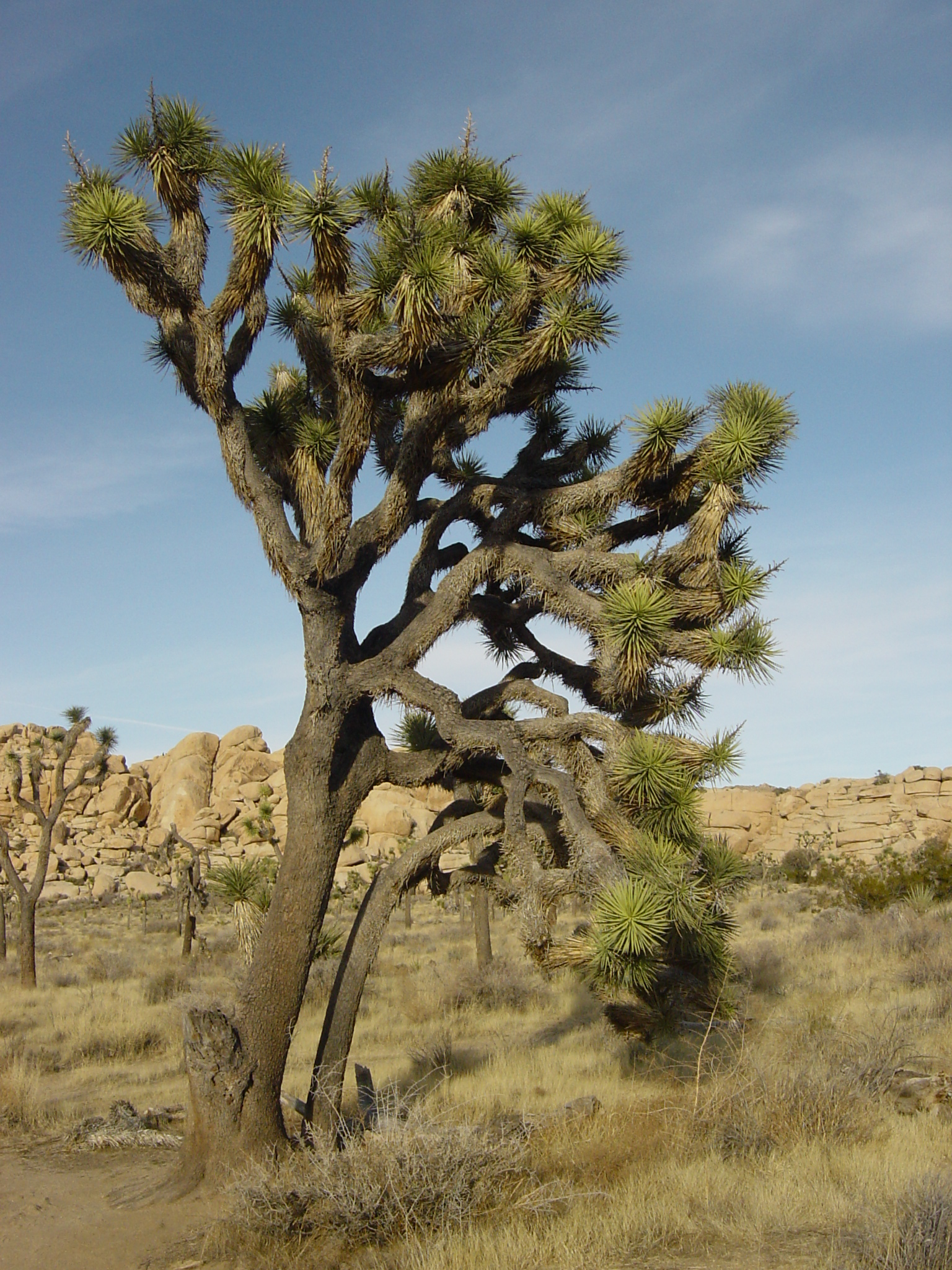
El árbol de Josué, que da nombre al parque.

También la flora está adaptada al ambiente desértico, pudiendo soportar la ausencia prolongada de agua y la exposición al sol. Las plantas de hoja caduca se encuentran en estado latente durante la mayor parte del año, floreciendo durante la corta estación húmeda. 
El árbol de Josué cubre una parte del desierto de Mojave, siendo la especie vegetal más representativa del área. En la zona del desierto de Colorado existen jardines de cactos cholla y chaparral. El cacto ocotillo se distingue por su forma en este paisaje.
Existen cinco oasis de palmeras Washingtonia en los que abunda la vida salvaje.

## Actividades recreativas
Existen zonas de acampar, pero sin acceso al agua, por lo que la mayoría de los visitantes pernocta fuera del parque. Una parte del parque está atravesada por carreteras, algunas asfaltadas. 
En días de buena visibilidad, el mirador de Keys View ofrece una amplia vista sobre el valle de Coachella y el mar de Salton. La visibilidad en este punto normalmente es reducida, debido a la contaminación proveniente de la zona de Los Ángeles. Otro punto de interés es la presencia de una mina de oro abandonada.
El parque es un destino muy popular para la escalada libre. Existen millares de lugares apropiados para esta actividad, con diversos niveles de dificultad. La rugosidad de la roca facilita la escalada, especialmente porque las condiciones climatológicas de la región (ausencia de nieve o hielo) no propician el pulimento de la superficie rocosa.

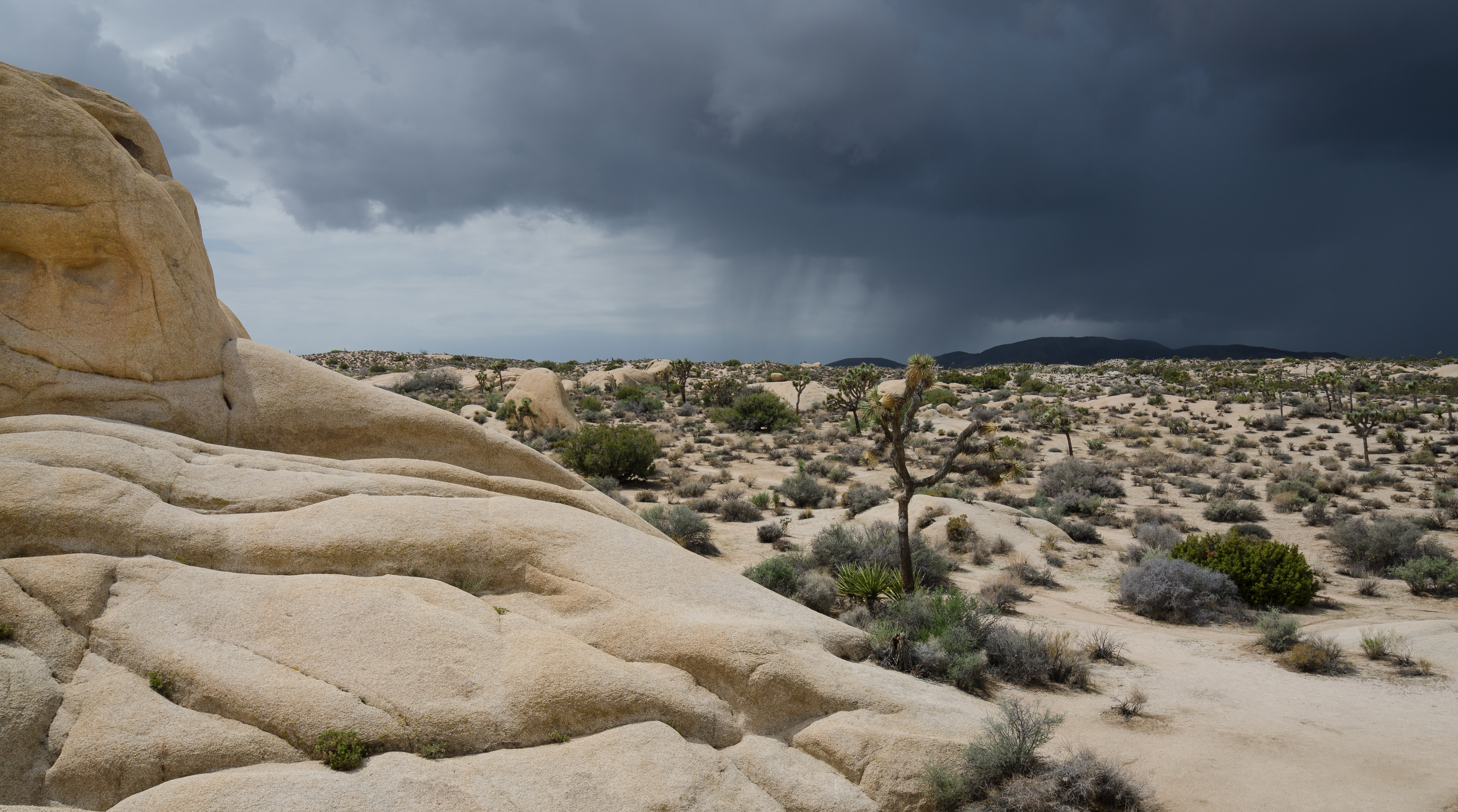
Un frente de tormenta en el parque.
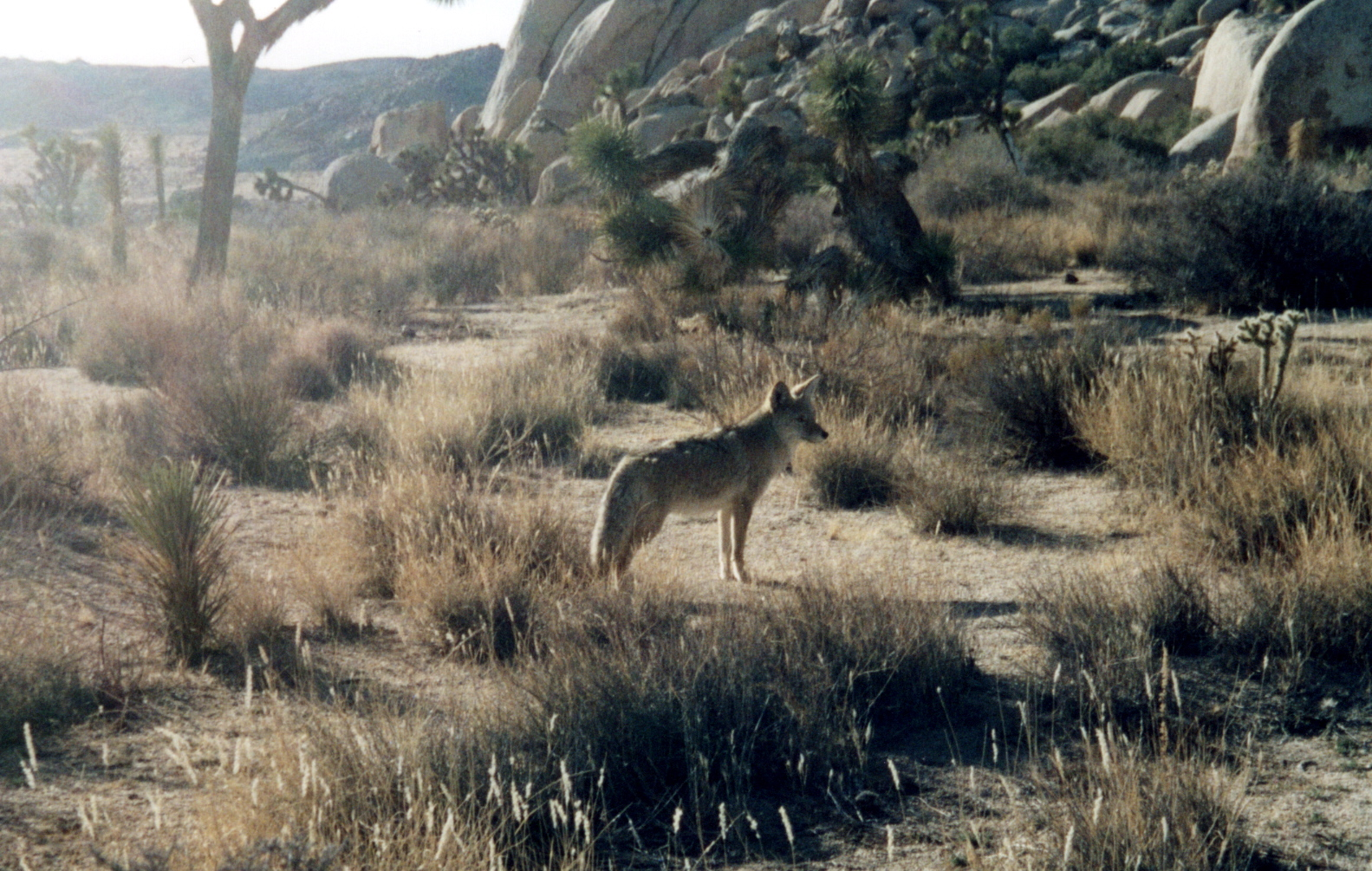
Un coyote (Canis latrans).
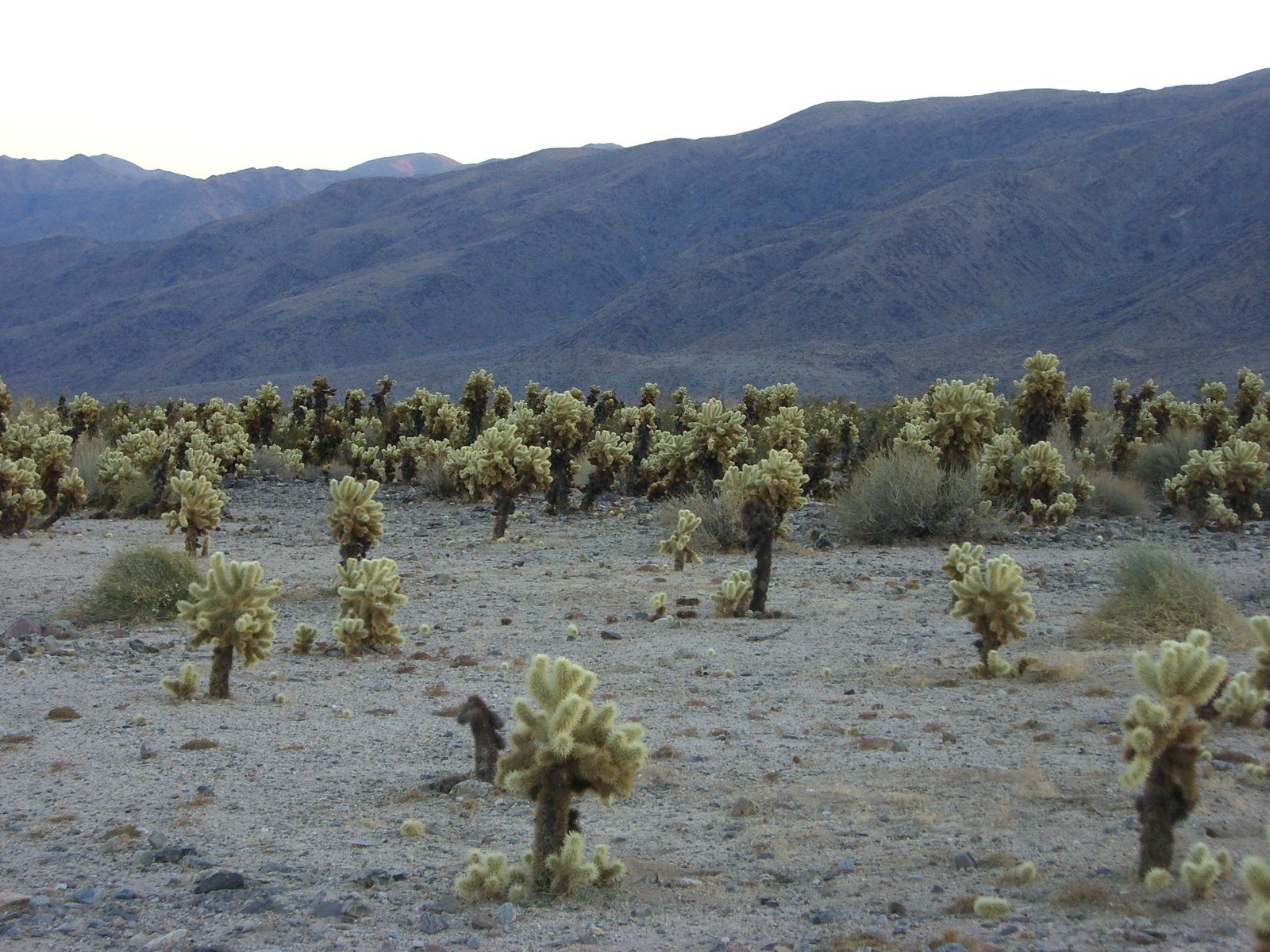
Un campo de cactos "cholla".
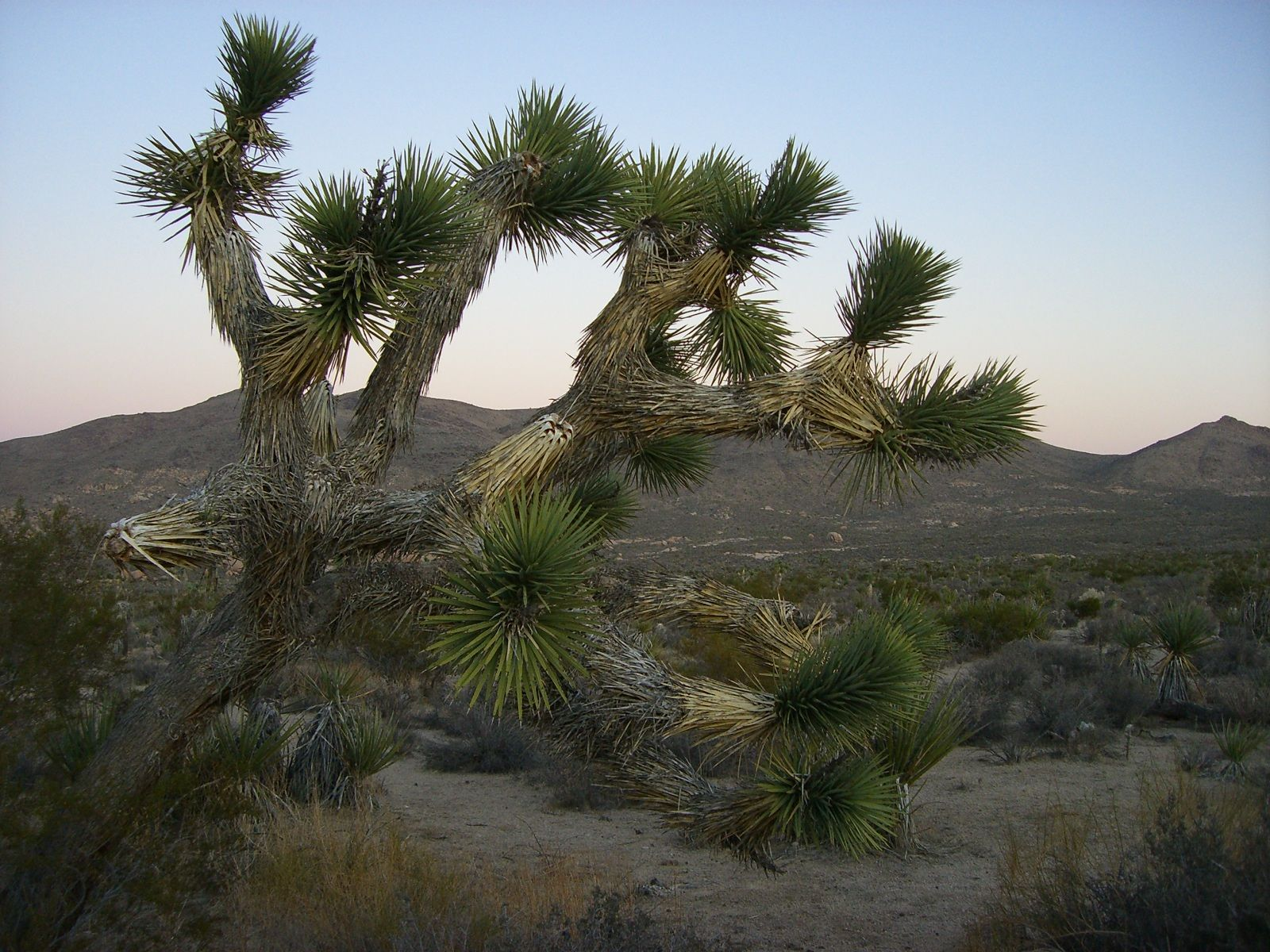
Un árbol de Josué.
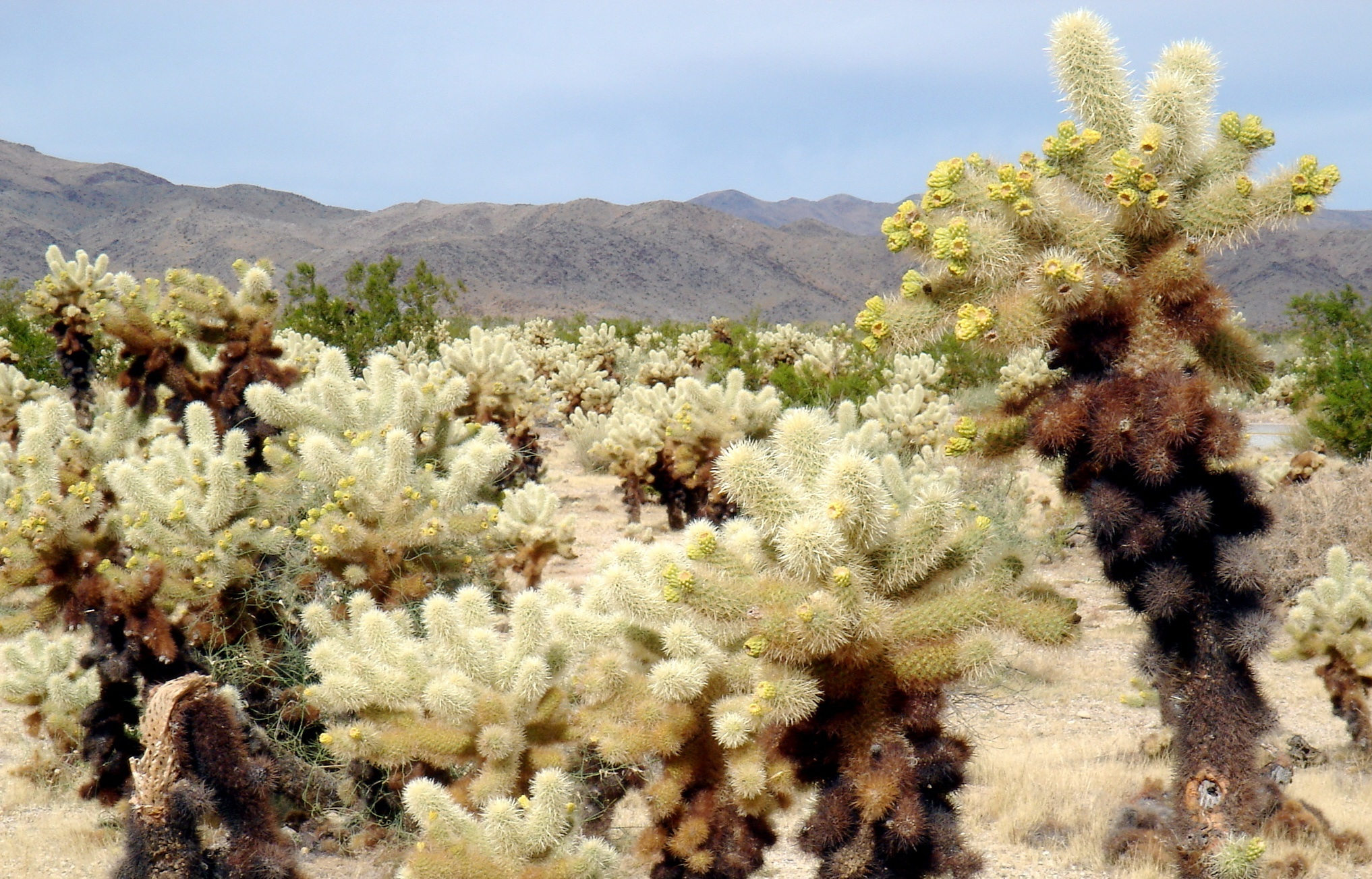
Floresta de cactos Opuntia.
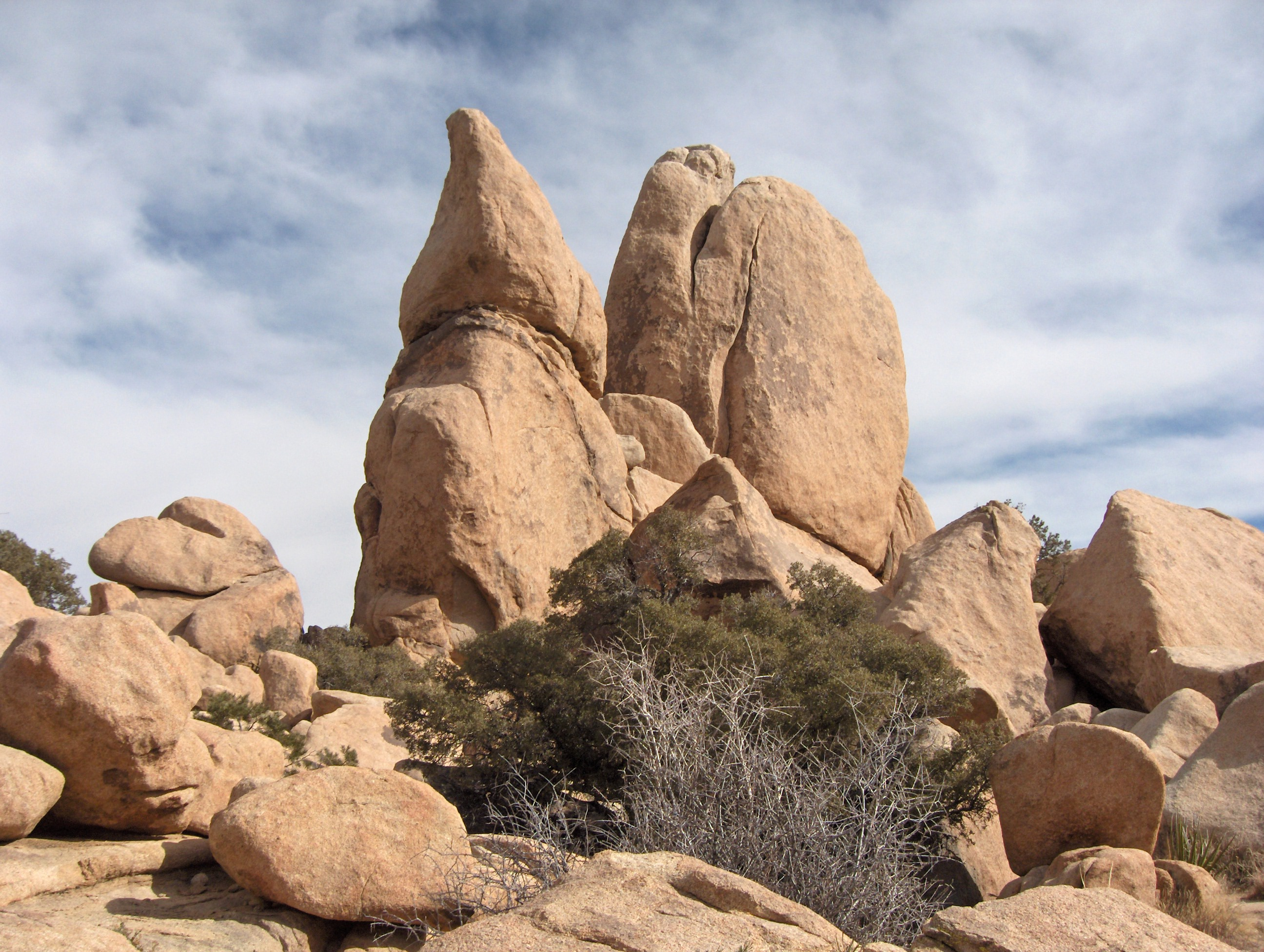
Berrocal, una formación geológica abundante en el parque.

## Cultura popular
La banda irlandesa U2, como erróneamente se piensa, no se tomó las fotos de todo el grupo en este parque para su álbum del mismo título, The Joshua Tree, ganador de un premio Grammy. Las fotos de dicho álbum fueron tomadas en el pueblo fantasma de Bodie, California (Montañas de Sierra Nevada en California), y principalmente en el “Death Valley National Park” (parque nacional del Valle de la Muerte). Precisamente en los alrededores de este es donde se tomó la foto del archifamoso e icónico árbol que aparece en la contraportada, y la portada del disco, en el llamado zabriskie point.